# Duraka
Duraka (arab. دوراقا) – wieś w Syrii, w muhafazie muhafazie Aleppo. W 2004 roku liczyła 226 mieszkańców.